# Canton de Toulon-Ouest
Le canton de Toulon-Ouest est un ancien canton français situé dans le département du Var.

## Histoire
Le canton de Toulon-Ouest est créé au XIXe siècle.
Il est supprimé en 1901, lors du redécoupage de la ville en quatre cantons.

## Représentation

### Conseillers généraux de 1833 à 1901
| Période | Période          | Identité                   | Étiquette           | Qualité |
| ------- | ---------------- | -------------------------- | ------------------- | --- |
| 1833    | 1836             | Joseph-Louis-Félix Verse   |                     | Avocat à Toulon |
| 1836    | 1848             | Jean-Claude-Cyprien Sanson |                     | Commissaire général de la Marine à Toulon |
| 1848    | 1852             | André Thourel              |                     | Avocat à Nîmes, à Toulon puis à Aix, professeur de droit français, procureur de la République à Aix-en-Provence (1848) Député des Basses-Alpes (1876-1880) |
| 1852    | 1865             | Aimé Lescoat de Kervéguen  | Ind.                | Négociant à Toulon Député (1852-1868) |
| 1865    | 1870             | Émile Ollivier             | Centre droit        | Avocat - Député de la Seine (1857-1869) Député du Var (1869-1870)                                                                                          |
| 1870    | 1871             | Nestor-Zéphirin Noble      |                     | Avocat, fondateur du Petit Paysan du Var |
| 1871    | 1877             | Vincent Allègre            | Républicain         | Maire de Toulon (1870-1874) Député (1876-1881) |
| 1877    | 1895             | Noël Blache                | Républicain radical | Avocat - Maire de Toulon (1870) |
| 1895    | 1897 (démission) | Prosper Ferrero            | POF                 | Journaliste Maire de Toulon (1893-1897) Député (1898-1910)                                                                                                 |
| 1897    | 1898             | Thomas-Frédéric Giraud     | Républicain         | Directeur d'école publique, membre du conseil départemental de l'instruction publique                                                                      |
| 1898    | 1901             | Marius Escartefigue        | SFIO puis Soc.ind.  | Ingénieur civil à Toulon Elu en 1901 dans le Canton de Toulon-1                                                                                            |

### Conseillers d'arrondissement (de 1833 à 1901)
Le canton de Toulon ouest avait deux conseillers d'arrondissement. 
| Période                                  | Période      | Identité                                  | Étiquette                   | Qualité |
| ---------------------------------------- | ------------ | ----------------------------------------- | --------------------------- | --- |
| 1833                                     | 1842         | Casimir-Chrysostome Martini               |                             | Avocat, avoué à Toulon                                                                                      |
| 1833                                     | 1836         | Romain Duranteau (1763-1850)              |                             | Contre-amiral en retraite à Toulon                                                                          |
| 1836                                     | 1842         | Étienne François Girard (1766-1846)       |                             | Colonel d'état-major en retraite à Toulon                                                                   |
| 1842                                     | 1848         | Casimir-Chrysostome Martini               |                             | Avocat, avoué à Toulon                                                                                      |
| 1848                                     | 1852         | Joseph-Ferdinand Decugis                  |                             | Conseiller municipal, négociant à Toulon, propriétaire à Saint-Cyr                                          |
| 1848                                     | 1852         | Honoré Martin                             |                             | Marchand de drap, conseiller municipal de Toulon                                                            |
| 1852                                     | 1858         | Modeste-Antoine Rouquier (1790-1858)      |                             | Directeur des subsistances de la Marine en retraite, maire de Toulon                                        |
| 1858                                     | 1867         | Vincent-Édouard Brest (1800-1874)         |                             | Notaire honoraire à Toulon                                                                                  |
| 1867                                     | 1868         | Scipion Mareuge                           |                             | Conseiller municipal de Toulon                                                                              |
| 1868                                     | 1870         | François-Marius Mège                      |                             | Ingénieur civil à Toulon                                                                                    |
| 1871                                     | 1877         | Léopold-Eugène Maurel                     |                             | Entrepreneur de travaux publics, La Valette                                                                 |
| 1877                                     | 1883         | Blaise-Benoît-Camille Bonasse (1818-1896) | Républicain                 | Premier maître mécanicien en retraite à Toulon                                                              |
| 1883                                     | 1900 (décès) | Adolphe Nonay                             | Républicain puis Socialiste | Avocat, propriétaire à La Valette                                                                           |
| 1940                                     |              |                                           |                             | Les conseils d'arrondissement ont été suspendus par la loi du 12 octobre 1940 et n'ont jamais été réactivés |
| Les données manquantes sont à compléter. |              |                                           |                             | |